# 大竹伸朗
大竹 伸朗（おおたけ しんろう、1955年10月8日 - ）は、日本の現代美術家。

## 経歴

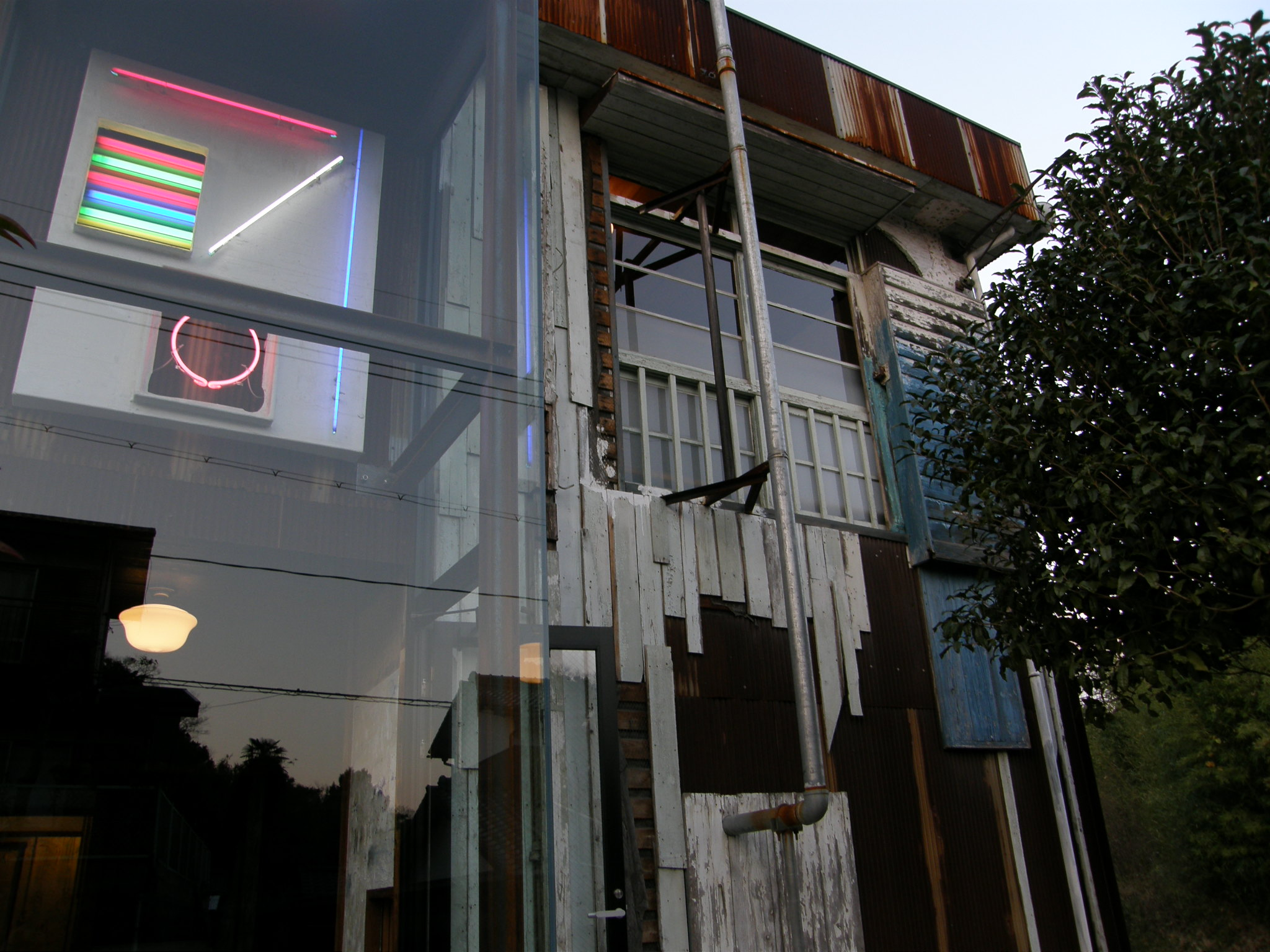
「はいしゃ」（直島家プロジェクト）

1955年10月8日、東京都目黒区に生まれる。1957年、大田区南六郷に転居。六郷水門、多摩川、巨人軍練習場、江崎グリコ工場などが、当時の思い出とともに東京の原風景となる。物心ついた頃には身近にテレビがあり、昭和30年代に吹き替えで放映されていた「名犬ラッシー」、「うちのママは世界一」、「ポパイ」、「ブロンコ・シャイアン」、「とつげき!マッキーバー」などのアメリカのテレビ番組を好んで視聴し、大きな影響を受ける。
1962年、大田区立六郷小学校入学。この頃、漫画家になることを決意。第1作目は野球漫画「がんばれ！三ちゃん」。8歳年上の兄とともにレコード店に通い、アメリカン・ポップスや和製ポップス、民族音楽風の民謡などを聴き、音楽に興味をおぼえる。1964年、練馬区立谷原小学校に3年生の二学期に転入。担任を洋画家篠原昭登が受け持つ。その頃、『少年マガジン』に連載されていた漫画『紫電改のタカ』のカラー図版を用いて、初めてのコラージュ作品《「黒い」「紫電改」》を制作。1965年、練馬区谷原に転居。隣駅の西武池袋線富士見台駅近郊にあった虫プロダクションに絵を持って通い、スタッフから絵の指導を受けたりセル画を貰う。兄の影響でビートルズを知る。
1968年、練馬区立石神井東中学校入学。サッカー部に入る。兄を通じて海外のサウンドトラック・レコードやファッション、アート系の雑誌に影響を受ける。東京国立博物館の展覧会「レンブラント名作展」で油絵に興味を持ち、岡鹿之助の『油絵のマティエール』をテキストにして独学で油絵を始める。
1971年、東京都立大泉高等学校入学。サッカー部に入る。近所の絵画教室に週1回程度通う。兄に頼まれて購入した『現代の美術4　ポップ人間登場』（講談社）でアンディ・ウォーホル、デイヴィッド・ホックニー、ロナルド・B・キタイ、アレン・ジョーンズ、エドゥアルド・パオロッツィ、リチャード・ハミルトン、フランシス・ベーコンらの作品を知り、画家という存在に初めて強いリアリティを抱く。
1974年、東京芸術大学美術学部絵画科（油画）を受験し不合格となる。4月、武蔵野美術大学造形学部油絵学科に補欠入学。4月21日に同大学を休学して北海道別海町のウルリー牧場へ行き、同牧場で「無給、無休、住み込み」という条件で働く。年末、漠然と海外行きを決意する。1975年、1月から3月にかけて北海道内を撮影、スケッチして歩く。4月、東京に戻り、大学に復学。ボブ・ディランをモデルに、初めての立体作品《男》を制作。
1977年5月、大学を休学して渡英。ロンドンに滞在し、スケッチや写真撮影をする。6月、ロイヤル・カレッジ・オブ・アートの卒業展でラッセル・ミルズの作品に出会う。8月、英国のポートベローの蚤の市で、マッチのラベルを貼り込んだノートブックと大量のマッチラベルを購入し、このラベルでコラージュ・ブックの制作を始める。11月、ラッセル・ミルズに面会し交際が始まる。12月、デイヴィッド・ホックニーに面会、翌年4月まで絵を見てもらうようになる。
1978年5月、帰国して大学に復学。リトグラフ、オフセットなど、印刷印画紙やフィルムによる作品に興味を持つ。ノイズ・ユニット「JUKE/19.」の始まりとなる音楽活動を、中学時代の後輩と開始。ブライアン・イーノのプロデュースにより同年に発売されたコンピレーション・アルバム『NO NEW YORK』に参加したバンドの殆どすべてから影響を受ける。
1979年9月、初めての香港旅行。10月、第4回ロットリング・イラストコンテストで最優秀賞を受賞。11月、作品を見てもらった黒田征太郎から紹介された『野性時代』のカットの仕事で、自身の名前が初めて活字となった。同月、池袋にオープンした「スタジオ200」のオープン記念ポスター装画に作品が採用される。これが最初のポスターの仕事となる。
1980年3月、武蔵野美術大学油絵学科を卒業。4月から8月までロンドンに滞在。再びホックニーのスタジオに通った。6月、ノートルダム・ホールにて、ブルース・ギルバート、グラハム・ルイス、ラッセル・ミルズ、大竹の4人でサウンド・パフォーマンスを行う。8月から10月にかけてパリと香港にも滞在。10月、「JUKE/19.」を結成。スタジオ録音、ライブ活動を始める。12月、1枚目のアルバム『JUKE/19.』を発売。
1981年、JUKE/19.としてシングル盤1枚とアルバム2枚を発表。JUKE/19.のライブも行う。
1982年、最初の印刷本となる「PSYCHEDELIC MAGAZINE LTD. vol.1 Presentation Issue」を刊行。9月、4枚目のアルバムを発表後にJUKE/19.は自然消滅。12月、初個展「大竹伸朗　個展」（ギャルリーワタリ、東京）。
1983年、ニューヨーク、香港、ロンドン、ナイロビなどに滞在。作品はカンヴァス下地に印刷物や紙を貼り込む手法が以前より更に強まる。
1984年3月、個展「大竹伸朗1983-1984」（ギャルリーワタリ、東京）。5月から9月にかけて京都を複数回訪れる。京都的な風景に愛憎入り混じる感覚を覚え、初めて「日本景」について考える機会になる。
1985年2月、個展「大竹伸朗　ペインティング／コラージュ」（コンコース・ギャラリー、ICA、ロンドン）。5月、個展「大竹伸朗　放浪する言語」（ジェノヴァ）。6月、ラッセル・ミルズとユニット「オンリー・コネクト」を結成、パフォーマンスを行う。
1986年、初の画集『《倫敦／香港》一九八〇』を用美社から出版。同書の豪華版が、同年の造本装幀コンクールで日本書籍出版協会理事長賞（豪華本部門）を受賞。1月と9月に個展「《倫敦／香港》一九八〇」（みゆき画廊およびヒルサイド・ギャラリー、東京）。3月、結婚。
1987年1月、個展「《倫敦／香港》一九八〇 PART Ⅱ」（みゆき画廊、東京）。5月、個展「《倫敦／香港》一九八〇」（ギャルリー・ダン、大阪）。7月、作品集『《倫敦／香港》一九八〇』の豪華版が、ADC最高賞を受賞。10月、個展「大竹伸朗展　E.Z.M.D. & ETCHINGS」（ギャルリー・ダン、大阪）。11月、個展「大竹伸朗展 1984-1987」（佐賀町エキジビット・スペース、東京）。
1988年1月、愛媛県宇和島市の造船所から廃船を譲り受けることになり、妻の実家が所有している倉庫をアトリエとして使うことになる。妻の実家に間借りして、宇和島での制作を始める。夏までに、東京・石神井のアトリエを引き払う。9月、個展「キャンヴァシズム　夢と細胞　大竹伸朗新作展」（西武アート・フォーラム、東京）。第23回造本装幀コンクール、全日本製本工業組合連合会会長賞（豪華本部門第1位）受賞。ライプチヒ造本コンクール銅賞受賞。
1989年、「CANVASISM展」のカタログが、ニューヨークのADC第3回国際展で優秀賞を受賞。1月から3月、米国に滞在して作品を制作。11月、個展「大竹伸朗＼America」（西武アール・ヴィヴィアン、東京）。
1990年4月、個展「大竹伸朗　Recent Works 1988-1990」（ギャルリーところ、東京）。個展「テンポラリー・ミュージアム第二期　大竹伸朗 Shipyard Works 1990」（寺田倉庫 Space T33、東京）。10月、武満徹と初めて会う。都築響一と共同で、版元「UCA」を設立。
1991年9月、個展「大竹伸朗の仕事　ECHOES 71-91」（ギャラリーところ、東京）。個展「大竹伸朗の仕事　ECHOES 55-91」（西武アート・フォーラム、東京）。個展「大竹伸朗の仕事　ECHOES 89+91」（ザ・コンテンポラリー・アートギャラリー、東京）。10月、個展「大竹伸朗の仕事　ECHOES 55-91」（なんばCITY・シティホール、大阪）。
1992年、個展「大竹伸朗 1991-1992」（ギャラリーところ、NICAF92、横浜）。
1993年6月から7月、個展「〈ジャリおじさん〉〈東京サンショーウオ〉原画展」（東京アート・フォーラム／ザ・コンテンポラリー・アートギャラリー、東京）。7月、求龍堂『カスバの男』制作のため、都築響一とモロッコへ旅行。12月、個展「大竹伸朗　網膜」（ギャルリーところ、東京）。
1994年8月、個展「大竹伸朗の新作版画展　カスバの男　モロッコ日記」（西武アートフォーラム、東京）。9月、絵本『ジャリおじさん』が第43回小学館絵画賞を受賞。
1995年3月、個展「大竹伸朗　網膜」（高島屋コンテンポラリー・アートスペース、東京）。4月、個展「大竹伸朗展　X+Y=LOVE」（ストアデイズ、東京）。5月、ボアダムスの山塚アイと出会い、ユニット「パズル・パンクス」を結成する。8月から10月、米国アトランタに滞在しアーティスト・ブックを制作。9月から10月、「'95ブラティスラヴァ世界絵本原画ビエンナーレ」で絵本『ジャリおじさん』が金牌を受賞。10月、雑誌『頓智』に初の小説連載「覗岩テクノ」を寄稿。パズルパンクスとして小冊子付きCDブック『パイプライン　ヤマンタカ日記』を刊行。
1996年11月、ヤマタカ・アイとの初のサウンド・パフォーマンス「パズルパンクス」ライブを行う（ラフォーレミュージアム原宿、東京）。このパフォーマンスのために、遠隔操作による自動演奏エレキギター（後の《ダブ平》）を制作。
1997年、宇和島駅で約一年前まで使用され駅舎改築で廃品となったネオンサインを譲り受ける。5月、個展「大竹伸朗　イン・プリント」（ナディッフ・ギャラリー、東京）。10月、個展「大竹伸朗　プリンティング／ペインティング」（CCGA現代グラフィックアートセンター、福島）。
1998年、個展「新津　あいまいで私が日本　大竹伸朗展」（新津市美術館、新潟）。4月、個展「大竹伸朗展」（コモンズ・ギャラリー、ハワイ大学マノア校美術学部、ホノルル）。4月、「都築響一　大竹伸朗　青山秘法館」（ナディッフ・ギャラリー、東京）。7月、個展「ネガな夜　大竹伸朗展」（西武アートフォーラム、東京）。
1999年2月、「時代の体温　ART/Domestic」に出品、遠隔操作による自動演奏バンド《ダブ平&ニューシャネル》とEYE（パズルパンクス）によるライブを行う。5月、個展「ZYAPANORAMA　大竹伸朗展」（パルコ・ギャラリー、東京）。夏頃、新潟のパチンコ店で廃品になった「自由の女神」像を下取りする。7月、個展「『既にそこにあるもの』を読むために　大竹伸朗と創作させるモノたち」（青山ブックセンター本店、東京）。
2000年2月、個展「大竹伸朗展　既景」（セゾンアートプログラムギャラリー、東京）。3月、札幌市生涯学習総合センター内の劇場緞帳が完成。6月、個展「大竹伸朗展」（ベイス・ギャラリー、東京）。8月、個展「ダブ景　大竹伸朗展」（KPOキリンプラザ大阪）。10月、個展「10・08　武満徹『SONGS』+大竹伸朗」展（ナディッフ・ギャラリー、東京）。
2001年4月、個展「大竹伸朗デジタルワークス「鼠景」」（エプサイト、東京）。9月、「THE STANDARD スタンダード」（直島コンテンポラリーアートミュージアム、香川）に参加し《落合商店》を発表。12月、『武満徹　SONGS』でADC賞を受賞。
2002年4月、個展「Man is basically good. 大竹伸朗展」（ベネッセハウス直島コンテンポラリーアートミュージアム、香川）。5月、個展「BLDG. 大竹伸朗新作展」（ベイスギャラリー、東京）
2004年6月、個展「大竹伸朗展『UK77』　写真、絵、貼　1977-1978年」（ベイスギャラリー、東京）。
2005年6月、個展「ON PAPER　大竹伸朗展」（ベイスギャラリー、東京）。
2006年9月、個展「旅景―TABI-KEI―」（ベイスギャラリー、東京）。10月、個展「大竹伸朗 全景 1955-2006」（東京都現代美術館、キュレーター : 藪前知子）。個展「大竹伸朗と別海」（ウルリー牧場、北海道）。香川県直島の家プロジェクトの「はいしゃ」に作品「舌上夢／ボッコン覗」を発表。
2007年、個展「大竹伸朗と別海 2007年」（ウルリー牧場、北海道）。個展「大竹伸朗　路上のニュー宇宙」（福岡市美術館、広島市現代美術館）。
2008年、個展「貼/Shell & Occupy」、個展「貼貼/Shell & Occupy 2」、個展「貼貼貼/Shell & Occupyスペース3」（Take Ninagawa、東京）。
2009年、香川県直島で、銭湯「I♥湯（アイラブゆ）」をオープン。また、第2回「（池田晶子記念）わたくし、つまりNobody賞」を受賞。個展「貼貼貼貼/Shell & Occupy 4」（Take Ninagawa、東京）。
2010年、個展「#65」、個展「#65 | 2005 - 2010」（Take Ninagawa、東京）。
2011年、個展「大竹伸朗展」（佐賀町アーカイブ、東京）。
2012年、ドイツのカッセルで5年に一度開催される第13回ドクメンタに参加。個展「大竹伸朗」（アートソンジェ・センター、ソウル）。
2013年、個展「’00-’12」（Take Ninagawa、東京）。個展「大竹伸朗: 憶速」（高松市美術館、香川）。個展「大竹伸朗展: ニューニュー」（丸亀市猪熊弦一郎現代美術館、香川）。個展「焼憶展」（INAXライブミュージアム 世界のタイル博物館、愛知）。
2014年、「大竹伸朗展 ニューニュー」ほかの成果により、平成25年度（第64回）芸術選奨文部科学大臣賞美術部門受賞。個展「大竹伸朗」（パラソルユニット現代美術財団、ロンドン）。個展 「既憶景」（宮浦ギャラリー六区、香川・直島）。
2016年、個展「Shinro Ohtake: Solo Exhibition」（シンガポール・タイラー・プリント・インスティチュート (STPI),シンガポール）、個展「時憶」（Take Ninagawa、東京）、個展「SHOW-CASE project No. 3」（慶應義塾大学 三田キャンパス、東京）。
2019年、宇和島市学習交流センター「パフィオうわじま」内ホールの緞帳が完成。同年4月6日オープンと共にお披露目される。
2022年、個展「大竹伸朗展」（東京国立近代美術館、愛媛県美術館、富山県美術館）開催。
2023年、第65回毎日芸術賞を受賞。

## 著作

### 著書
- LTD/Psychedelic Magazine vol.1（東京オペレーション・センター、1982年）[12]
- 倫敦/香港 1980（1986、用美社）
- EMZD（1987、用美社）
- DREAMS（1988、用美社）
- 大竹伸朗「アメリカ」アートランダム VOL.1（1989、京都書院インターナショナル）[12]
- 亜米利加II 1989（アルファ・キュービック・サブライム、1989年）[12]
- Shipyard Works 1990（1990、UCA）
- SO 大竹伸朗の仕事 1955-91 (1991、UCA宇和島現代美術)
- ジャリおじさん（1993、福音館書店）[注釈 2]
- 東京サンショーウオ アメリカ夢日記1989（京都書院インターナショナル、1993年）[12]
- カスバの男（1994、求龍堂）
- Morocco-paper & needle（1994、UCA）
- パイプライン／ヤマンタカ日記（UCA、1995年）[12]
- In Shinjyuku 120%（1995、UCA）
- ドンケデリコ（1996、作品社）
- ポートレイツ・バイ・アヴェンドン 18th July 1979（1996、UCA）
- ATlanta 1945+50（1996、Nexus Press, Atlanta）
- Printing Painting（1997、トランスアート）
- YMCB（1997、トランスアート）
- ぬりどき日本列島（1998、新津市美術館）
- Kasbah in blue（ギャラリー・インター・フォーム、1998年）[12]
- ネガな夜（1998、作品社）
- 部分（1998、リトルモア）
- 既にそこにあるもの（1999、新潮社）
- 日本景 / ジャパノラマ（1999、朝日新聞社）
- 日本系（青山ブックセンター、1999年）[12]
- ローカル―日本紀行リミックス版（都築響一との共著、アスペクト、2001年）[12]
- 18（2002、青山出版社）
- テレピン月日（2002、晶文社）
- UK77（2004、青山出版社）
- 権三郎月夜（2006、月曜社）
- ネオンと絵具箱（月曜社、2006年） ISBN 978-4901477277
- ポ：大竹伸朗×アイデアポスター全集（誠文堂新光社、2007年） ISBN 978-4416607220
- 大竹伸朗 全景 1955-2006（grambooks、2007年） ISBN 978-4903341026
- 見えない音、聴こえない絵（新潮社、2008年） ISBN 978-4104310029
- んぐまーま（文・谷川俊太郎、クレヨンハウス、2009年） ISBN 978-4861011351
- ネオンと絵具箱（筑摩書房、2012年）ISBN 978-4480429186
- ビ（新潮社、2013年） ISBN 978-4104310036
- ニューシャネル（講談社、2013年） ISBN 978-4-06-218458-8
- 大竹伸朗 = SHINRO OHTAKE（平凡社、2015年） ISBN 978-4582278163
- 大竹伸朗展ニューニュー（丸亀市猪熊弦一郎現代美術館との共著、ソリレス書店、2015年3月） ISBN 9784990665661

### 連載
※情報は2016年7月現在。
- 「見えない音、聴こえない絵」『新潮』　新潮社[13]。

### 音楽作品
- JUKE/19.
  - 『JUKE/19.』（1980年）
  - 『19』（1981年）
  - 『97 CIRCLES』（1981年）
  - 『PIECES』（1981年）
  - 『SOUNDTRACK』（1982年）
- パズルパンクス
  - 『BUDUB』（1996年[1]）

### DVD
- 生西康典・掛川康典・大竹伸朗『MOUSE ESCAPE』（デザインエクスチェンジ、2003年[1]）

### その他
- 吉田美奈子『BELLS』（1986年9月、CD:MCD-2） - ジャケット木版画

## メディア出演

### テレビ
- 『情熱大陸』（毎日放送、2007年9月9日放送[14]｝
- 『NONFIX』「“湯＋芸術＝？ 画家 大竹伸朗という生き方”」（フジテレビ、2009年11月4日放送）

### ラジオ
- 「ニンジニアネットワーク　和田ラヂヲの、新春に聴くラヂヲ」（FM愛媛、2014年1月4日放送[15]）

## 主な作品収蔵先
- セゾン現代美術館（長野県）
- 世田谷美術館（東京都世田谷区）
- 富山県立近代美術館（富山県富山市）

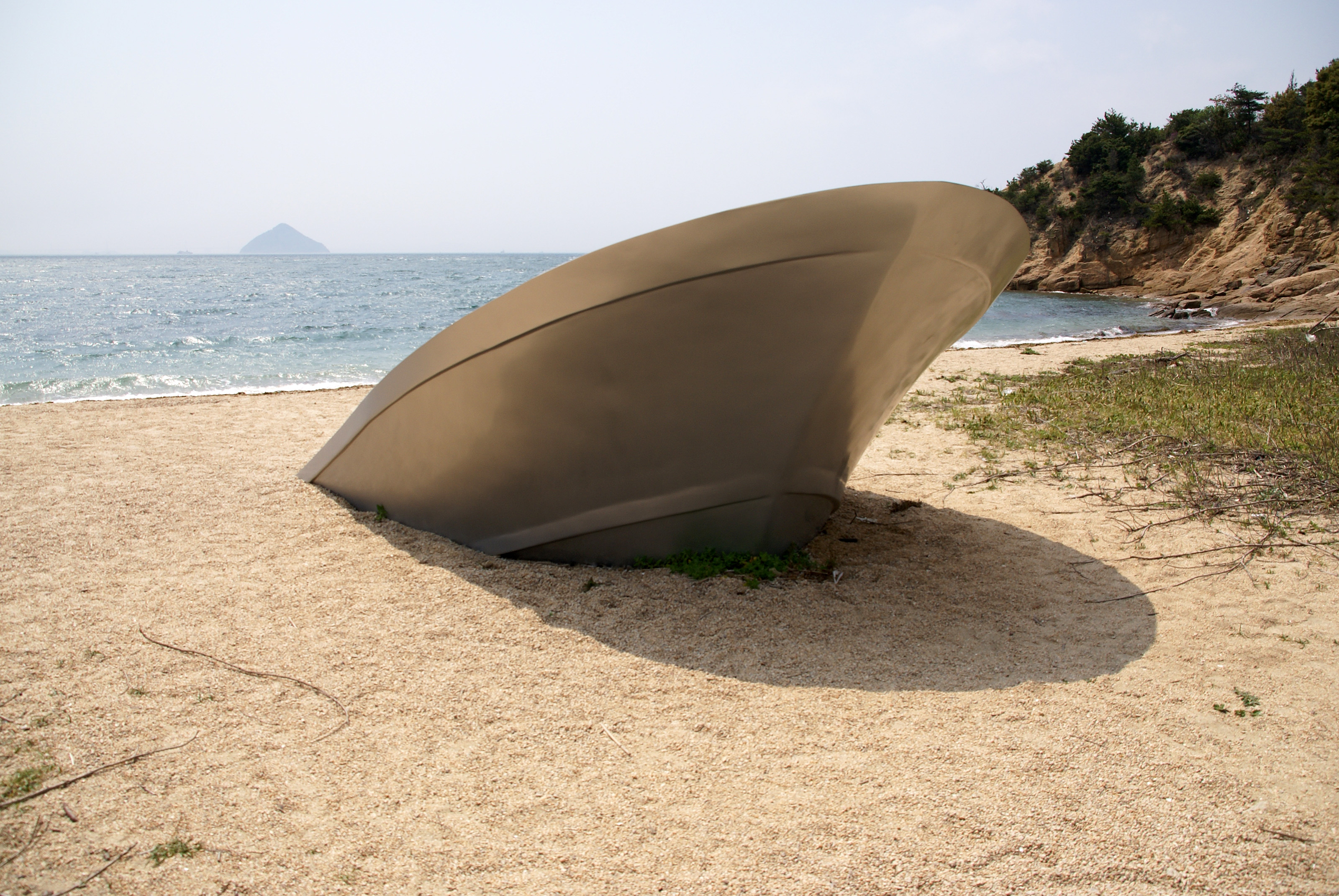
Shipyard Works: Cut Bow（ベネッセハウス）

- 東京オペラシティアートギャラリー（東京都新宿区）
- 箱根 彫刻の森美術館（神奈川県箱根）
- 広島市現代美術館（広島県広島市）
- 高松市美術館（香川県高松市）
- 高知県立美術館（高知県高知市）
- ベネッセハウス（ベネッセアートサイト直島、香川県直島町）
- ヴィクトリア&アルバート美術館（イギリス）
- ニューヨーク近代美術館（アメリカ）
- 家プロジェクト（はいしゃ）（香川県直島町）